# Атол (Массачусетс)
Атол (англ. Athol) — місто (англ. town) в США, в окрузі Вустер штату Массачусетс. Населення — 11 945 осіб (2020). Статус міста надано у 1762 році. Стоїть на річці Міллерс. У місті є залізнична станція.

## Історія
Назва населеному пункту дав Джон Мюррей, один з власників тутешньої землі, оскільки пагорби нагадували йому про його прабатьківщину, шотландське містечке Блер Атол.
1880 року в Атолі було 4307 осіб, чавуноплавильний завод та значне шевське виробництво.

## Демографія
Згідно з переписом 2010 року, у місті мешкали 11 584 особи в 4656 домогосподарствах у складі 2989 родин. Було 5231 помешкання
Расовий склад населення:
| - 95,3 % — білих - 1,0 % — чорних або афроамериканців - 0,7 % — азіатів - 0,3 % — корінних американців - 1,0 % — осіб інших рас |

До двох чи більше рас належало 1,8 %. Частка іспаномовних становила 3,6 % від усіх жителів.
За віковим діапазоном населення розподілялося таким чином: 22,9 % — особи молодші 18 років, 61,9 % — особи у віці 18—64 років, 15,2 % — особи у віці 65 років та старші. Медіана віку мешканця становила 40,6 року. На 100 осіб жіночої статі у місті припадало 96,7 чоловіків; на 100 жінок у віці від 18 років та старших — 93,5 чоловіків також старших 18 років.
Середній дохід на одне домашнє господарство становив 64 401 долар США (медіана — 50 417), а середній дохід на одну сім'ю — 78 809 доларів (медіана — 68 750). Медіана доходів становила 58 598 доларів для чоловіків та 49 010 доларів для жінок. За межею бідності перебувало 14,7 % осіб, у тому числі 18,2 % дітей у віці до 18 років та 5,4 % осіб у віці 65 років та старших.
Цивільне працевлаштоване населення становило 5326 осіб. Основні галузі зайнятості: освіта, охорона здоров'я та соціальна допомога — 29,0 %, виробництво — 22,6 %, роздрібна торгівля — 11,9 %, науковці, спеціалісти, менеджери — 6,2 %.

## Історія
Назва населеному пункту дав Джон Мюррей, один з власників тутешньої землі, оскільки пагорби нагадували йому про його прабатьківщину, шотландське містечке Блер Атол.
1880 року в Атолі було 4307 осіб, чавуноплавильний завод та значне шевське виробництво.

## Відомі люди
- Чарльз Старретт ( 1903 —  1986) — американський кіноактор.